# Tomaspis emeritus
Tomaspis emeritus är en insektsart som beskrevs av Jacobi 1908. Tomaspis emeritus ingår i släktet Tomaspis och familjen spottstritar. Inga underarter finns listade i Catalogue of Life.